# Go (Go)
| Recensione | Giudizio |
| ---------- | -------- |
| AllMusic   | [ 1 ]    |

Go (1976) è il primo album del supergruppo fusion Go di Stomu Yamashta.

## Brani
(Winner/Loser di Winwood, tutte le altre canzoni di Yamash'ta con testi di Quartermain)
1. Solitude - 2:57
2. Nature - 2:32
3. Air Over - 2:32
4. Crossing the Line - 4:46
5. Man of Leo - 2:02
6. Stellar - 2:53
7. Space Theme - 3:12
8. Space Requiem - 3:20
9. Space Song - 2:00
10. Carnival - 2:46
11. Ghost Machine - 2:06
12. Surfspin - 2:25
13. Time is Here - 2:46
14. Winner/Loser- 4:10

Parte del brano Crossing The Line viene incluso nella colonna sonora del film del 1982 Tempest.

## Musicisti e personale
- Stomu Yamashta - sintetizzatore, percussioni e timpani
- Steve Winwood - Voce, piano, piano elettrico (6), organo (5 - 11), chitarra e sintetizzatore (14)
- Michael Shrieve - batteria
- Klaus Schulze - sintetizzatore
- Rosko Gee - basso
- Thunderthighs - corista
- Paul Buckmaster - strumenti a fiato, arrangiamento cordofoni e ottoni
- Al Di Meola - chitarra solista (5 - 6 - 10 - 11 - 13)
- Pat Thrall - chitarra solista e ritmica (3 - 4)
- Junior Marvin - chitarra ritimica (4 - 5 - 6 - 10 - 14)
- Chris West - chitarra ritimica (1 - 11 - 13)
- Bernie Holland - chitarra ritimica (10)
- Hisako Yamashta - violino e seconda voce (9)
- Brother James - congas (11 - 14)
- Lenox Langton - congas (11)
- Phill Brown - fonico